# Tomoko Yamaguchi
Tomoko Yamaguchi (jap. 山口 智子 Yamaguchi Tomoko; ur. 20 października 1964 r. w Tochigi) – japońska aktorka. Wystąpiła w kultowej dramie Long Vacation wraz z Takuyą Kimurą.

## Filmografia

### Seriale
- Hello Harinezumi (TBS 2017)
- Kokoro ga Pokitto ne (Fuji TV 2015)
- Leaders (TBS 2014)
- Going My Home (Fuji TV 2012)
- Mukouda Kuniko no Koibumi (TBS 2004)
- Long Vacation jako Hayama Minami (Fuji TV 1996)
- Furuhata Ninzaburo (Fuji TV 1996) odc. 11
- Osama no Restaurant (Fuji TV 1995)
- 29-sai no Christmas (Fuji TV 1994)
- Sweet Home (TBS 1994)
- Double Kitchen (TBS 1993)
- Itoko Doushi (NTV, 1992)
- Kodomo ga Neta Ato de (NTV 1992)
- Mo Daremo Aisanai (Fuji TV 1991)
- Gogatsu no Kaze (NTV 1991)
- Kekkon Shitai Otokotachi (TBS 1991)
- Dokyuusei (Fuji TV 1989)
- Jun-chan no Ouen-ka (NHK 1988)

### Filmy
- Junchan no oenka (1988)
- Shichi-nin no otaku: cult seven (1992)
- Daburu kitchin (1993)
- Izakaya yurei (1994)
- Undo (1994)
- Wana (1996)
- Biriken (1996)
- Shin izakaya yurei (1996)
- Swallowtail (1996)
- Letters: Kanojo no tabi no monogatari (2002)
- Ponyo (2008, głos)